# 勃林格殷格翰
百靈佳殷格翰（德語：Boehringer-Ingelheim），是一家德国製藥公司。它的總公司位於德國殷格翰，在全球有超過53,000名員工分布於130多個國家，在人類處方用藥、動物事業和生物製劑製造三大事業領域為客戶提供服務。根據收入排名，它是全球前20大藥廠之一，美國《財富》雜誌2021年評選的全球最大500家公司第464名（三度入選），也是全球最大的家族藥廠，其企業最大的目標和願景是：為人類和動物提供更多健康並改善生活。並致力於永續發展等環保健康議題。「台灣百靈佳殷格翰股份有限公司」與「台灣百靈佳殷格翰動物事業股份有限公司」是百靈佳殷格翰在台子公司，成立於1975年，迄今已逾48年。目前在台灣北、中、南共設有3個辦公室，員工近350人。

## 历史
於1885年8月1日由阿爾伯特·百靈佳創立。起初他只有28位員工，在一個小工廠用酒酵母生產酒石酸。現除了處方藥物外，同時也是世界最大的生物製藥製造與動物保健業務之一。
- 1885年，阿爾伯特·百靈佳在德國萊茵-帕拉丁地區的殷格翰建立了自己的化工品生產廠。
- 1939年，他的兩個兒子及女婿繼承公司，當時已成為一間擁有1500名員工的大公司。產品包括乳酸，檸檬酸，以及治療呼吸系統、心血管系統、胃腸系統疾病的藥劑。
- 1948-1988年，公司開始在世界各地建立營業處。
- 1950-1980年末期，百靈佳殷格翰陸續推出幾種重要產品，如：定喘樂等。
- 1975年，百靈佳殷格翰在台灣成立子公司「台灣百靈佳殷格翰股份有限公司」 。
- 1988-2010年，收購美國Ben Venue Laboratories公司，並與其他的領先公司如：基因泰克、亞培、輝瑞、禮來、Biolipox、AbGenomiics等建立新的行銷聯盟。
- 2004年，動物保健的銷售額位居全球十大動物保健公司之列。
- 2009年，收購富道公司（原輝瑞/惠氏）的動物保健業務，進一步擴張旗下的動物保健部門。
- 2010年，發表Pradaxa普栓達，主要適用範圍擴大於預防心房顫動患者發生中風與全身性栓塞[6]。
- 2011年，發表糖漸平膜衣錠，主要適用於第二型糖尿病[7]。同年，該公司全球營業額為132億歐元，處方用藥營業額的23.5%投資於新藥之研究發展。
- 2013年，發表肺癌標靶新藥：妥復克膜衣錠[8]，主要適用於非小細胞肺癌治療，這也是台灣首度領先歐美，搶先全球核准上市的肺癌新藥。
- 2014年，發表主力產品：抑肺纖，適用於治療特發性肺纖維化（IPF）。同年，發表主力產品：恩排糖膜衣錠，適用於治療第二型糖尿病[9]。同年，發表適喘樂舒沛噴吸入劑，適用於治療慢性阻塞性肺疾(包括慢性支氣管炎及肺氣腫)。
- 2015年，推出包括適用於治療慢性堵塞性肺疾病(COPD)的新藥：能倍樂等數項產品[10]。
- 2017年1月，台灣百靈佳殷格翰公司收購台灣龍馬躍股份有限公司動物保健業務部門，並在2017年10月1日，更名為「台灣百靈佳殷格翰動物事業股份有限公司」，成為台灣百靈佳殷格翰公司旗下子公司。
- 2019年，宣布與美國安德森癌症中心合作，共同創立虛擬研究和開發中心，目標使各組織間能進行更有效的數據共享與分析。[11]同年，抑肺纖獲美國食品藥品監督管理局(FDA)批准能用於治療全身性硬化症相關的間質性肺病(SSc-ILD)。
- 2020年，美國食品和藥物管理局(FDA)批准抑肺纖可治療慢性進行性纖維化間質性肺病(Interstitial lung disease, ILD)患者。這是FDA批准的首款可治療慢性進行性纖維化ILD的療法。[12]
- 2021年，致力於拓展疾病監測、量子計算等領域，並宣布與生技公司Lifebit合作，透過AI演算法快速掃瞄全球的科學刊物與真實世界數據，以發掘潛在的新疾病爆發。同年，宣布與加州合成DNA公司Twist Biosciences建立長期合作關係，將共同開發治療性抗體。[13]又於該年9月宣布收購癌症精準藥物開發商Abexxa Biologics。
- 2022年，與禮來共同宣布，恩排糖膜衣錠獲美國食品藥物管理局(FDA)、歐洲執委會(European Commission)的批准可擴大適應症，用於降低心衰竭患者心血管死亡與住院的風險。[14][15]
- 2023年，連續第三年獲得Top Employers Institute授予“全球傑出雇主”稱號，為全球 15 家最佳雇主之一。[16]同年與台灣聯合報簽訂為期三年的合作備忘錄，以聯合國永續發展目標(SDGs)中健康四大主題為指導和目標，合力提升民眾健康識能。[17]

## 活躍領域
百靈佳殷格翰研發、制造、生產和供應醫藥和生物醫藥。
主要以人類醫藥為主，包括對呼吸系统、心血管、中樞神經系統、泌尿系统和病毒反應功能、免疫系统、新陳代谢疾病和癌症上的研究。
1955年，百靈佳殷格翰公司在德國開始動物保健業務。自1986年在德國建立歐洲最大的生物醫藥生產研究基地後，於墨西哥亦投資興建一家生產疫苗的工廠，並於2001年在美國密蘇里州的聖約瑟夫投資1.5億美金新建了動物保健研發生產中心。
百靈佳殷格翰的家畜（豬和牛）用藥占整體動保業務的70%以上，在全球的豬隻的生物製品領域有一定的地位（美國的市場超過40%），是全球豬用疫苗產品之最大供應商。它的動物保健在亞洲、歐洲、北美洲等主要市場都佔有一定的市場。

##### 生醫新創獨角獸Grass Roots
此計畫目的是聚焦新興科技及數位健康、再生醫療、癌症、自體免疫疾病、纖維化及其他感染性疾病等六大領域，扶植具潛力的新創團隊，給予資金、顧問諮詢、專利輔導等多方位服務。在2015年啟動Grass Roots計畫，目前已在德國、美國、加拿大、英國、法國、日本與奧地利，培育超過300家新創公司，台灣是全球第八個、亞洲第二個執行計畫的國家。2022年計畫在台總收件量為169件，中有 54% 的投稿來自生醫業內企業，並有 34% 來自學界與 20% 來自醫療院所，半數為新興技術、平台技術、數位健康類別。

##### Making More Health(MMH)
百靈佳殷格翰的Making More Health (MMH) 計畫在全球各地找尋社會企業家，一起透過創意來解決社會問題，創造永續性的健康環境、體制與文化，朝向「全民均健」的目標前進。在台灣，"社會企業”正值形塑發展之期，我們也積極透過全球案例分享，用善創意吸引更多善創意，號召更多解決問題的力量注挹！

## 營運
公司最大的廠區和公司總部位于德國美因茨和法蘭克福附近的Ingelheim am Rhein。然而，百靈佳殷格翰是一家全球企業，在全球有超過53,000名員工分布於130多個國家。它的主要商業區域是歐洲、北美和亞洲。
百靈佳殷格翰的工作核心在開發更新、更好的藥物，並以創造突破性療法為使命，為現代和未來世代的人類與動物帶來更健康的生活。人類處方用藥及動物保健是百靈佳殷格翰的核心業務，人類處方用藥持續在呼吸道疾病、癌症、糖尿病、心血管疾病、中風、帕金森氏症、纖維化疾病等領域幫助更多病患。而動物保健方面，百靈佳殷格翰持續在內外寄生蟲預防、心臟疾病與慢性腎病治療上協助伴侶動物與其照顧者，更也在許多疾病上協助經濟動物產業的畜場主人，如豬隻環狀病毒及藍耳病、家禽馬立克病及新城雞病…等。

##### 企業社會責任
面對全球氣候變遷、貧富差距等議題，百靈佳殷格翰身為國際企業致力以聯合國永續經營目標SDGs為本，透過與媒體及KOL合作推廣。在台灣推動SDGs議題討論，使更多人加入「讓台灣更好」的思考行動中。此外也透過Making More Health (MMH) 計畫致力推動台灣社會共同關注社會議題和SDGs議題。